# تخشر التربة
في علوم التربة، يُعد التخشُّر (بالإنجليزية: Sloughing)‏ هو عملية تساقط التربة عن الميول مثل المنحدرات في صورة ألواح كتراجع بسبب فقدانها لتماسكها، بسبب تشبع المياه على سبيل المثال.